# ناتاشا کلر
ناتاشا کلر (انگلیسی: Natascha Keller؛ زادهٔ ۳ ژوئیهٔ ۱۹۷۷) بازیکن هاکی روی چمن اهل آلمان بود.
وی همچنین برندهٔ جوایزی همچون برگ بوی نقره‌ای شده‌است.